# Огняново (Софийска област)
 За другите български села с това име вижте Огняново.  
Огняново е село в Западна България. То се намира в Община Елин Пелин, Софийска област. Селото има частично изградена канализация. 

## География
Село Огняново се намира в подножието на язовир Огняново. През селото минава река Лесновска, на която е построен язовир „Огняново“. Намира се на 40 км от гр. София. Климатът е умерено-континентален, студена и дълга зима, и не много горещо лято.При ясно време се вижда цялото софийско поле с Витоша и възвишенията на Вискяр планина.

## История
Старото име на селото е Гюреджия. През 1934 година е преименувано на Сгледници, а през 1950 – на Огняново в чест на Илия Генев - Огнян, партизанин от бригада „Чавдар“ .

## Религии
Населението е изцяло българско и са християни.

## Културни и природни забележителности
Манастирче, което е построено със средствата на жителите на Огняново върху нивата на един огнянчанин. Според местните баба Елена от селото, сънува, че на това място трябва да се построи манастир, но собственикът на нивата отказва. След известно време на нивата му пада гръм, който убива няколко от овцете му. Тогава той дава съгласието си, а старата жена посочва къде да се копае. Селяните откриват в изкопа кандило и икони. Манастирчето е построено на това място и всяка година на Симеоновден се прави курбан на това място, на което пристигат жителите на село Огняново и от околните села.
Над селото се намира язовир Огняново. Мястото е подходящо за отдих и риболов, в района на язовира могат да се изграждат и палаткови лагери. Може да се лови уклей, костур, каракуда, шаран, речен кефал, бял амур и др.

## Редовни събития
- Последната събота на август се провежда празника на селото.
- Всяка година на 1 септември се състои празник на манастира в село Огняново в чест на Св. Симеон Стълпник.
- На 2 септември се поднасят цветя на паметника в селото в знак на признателност на загиналите за свободата на родината. Идеята и организацията за този паметник е дошла от генерал Стефан Илиев Стефанов, кмет на селото по онова време.
- В селото има хубава черква, която се казва „Свети Георги Победоносец“ и всяка година Гергьовден се празнува от цялото село.
- В манастира се празнува и празника на Св. Петка Българска, чиито патрон е светицата.